# Claviramus candelus
Claviramus candelus är en ringmaskart som först beskrevs av Grube 1863.  Claviramus candelus ingår i släktet Claviramus och familjen Sabellidae. Inga underarter finns listade i Catalogue of Life.